# Munkáspárt (Egyesült Királyság)
A Munkáspárt (angolul Labour Party, röviden Labour) egy szociáldemokrata párt; megalakulása óta a baloldal – később a balközép – legmeghatározóbb politikai ereje az Egyesült Királyságban. 2024 márciusában 366 ezer regisztrált tagja volt. A 2024-es általános választásokon hatalmas győzelmet aratott  és az Egyesült Királyság kormánypártja lett. 

## Története

### A Munkáspárt kialakulása, és a Független Munkáspárt (1860–1900)
A Munkáspárt a 19. század végén jött létre, azon céllal, hogy nagyrészt a városi munkásosztály érdekeit szolgálja és őket reprezentálja. Támogatóbázist a demográfiai robbanás, és az 1884-es népi törvény biztosított a kialakulóban lévő Munkáspártnak. Az akkor még csak szakszervezeti mozgalom néhány tagja érdeklődni kezdett a politikai pálya felé, melynek után a Liberális Párttal történt hosszas egyeztetések végül oda vezettek, hogy az első munkáspárti jelölt George Odger volt, aki az 1870-es Southwark-i időközi választáson indult, sikertelenül, a választást a Konzervatív Marcus Beresford nyerte meg kis többséggel.
Ezen kívül ez idő tájt több kis szocialista csoport is megalakult azzal a szándékkal, hogy a munkásmozgalmat politikához kösse. Ezek között volt a Független Munkáspárt (ILP), az értelmiségi és nagyrészt középosztálybeli Fabian Társaság, a Marxista Szociáldemokrata Szövetség és a Skót Munkáspárt.
Az 1895-ös általános választásokon az ILP 28 jelöltet állított fel, de mindössze csak 44 325 szavazatot szerzett. Keir Hardie, a párt vezetője úgy vélte, hogy a parlamenti választásokon bármilyen nagyobb siker eléréséhez szükség van más baloldali csoportokhoz való csatlakozásra.

### A Munkaügyi Képviseleti Bizottság (1900–1906)
1899-ben Thomas R. Steels, a Vasutasok Egyesített Társaságának doncasteri tagja azt javasolta egy szakszervezeti gyűlésen, hogy a Szakszervezeti Kongresszus (TUC) hívjon össze egy speciális konferenciát, amelyre meghív minden baloldali, politikai pályára "lépni akaró" szervezetet, hogy egyesüljenek.. Az indítványt a TUC minden szakaszában elfogadta, és a javasolt konferenciát a londoni Farringdon Street-i Kongregációs Emlékteremben tartották 1900. február 26-án és 27-én. Az ülésen a munkásosztály és a baloldal széles spektruma vett részt.
A vita után a 129 küldött elfogadta Hardie indítványát, hogy „külön munkáspárti csoportot hozzanak létre a Parlamentben, és politikájukban fel kell készülniük az együttműködésre való készségre minden olyan párttal, amely erre hajlandó lesz. Részt kell venniük vesz a jogalkotás előmozdításában, a munkások közvetlen támogatása érdekében. " Ez ügy eléréséért létrehozták a Munkaügyi Képviseleti Bizottság (LRC) nevű szövetséget, amelynek célja a szakszervezetek által támogatott képviselők szponzorálása és a munkásosztály lakosságának képviseletére irányuló kísérletek összehangolása. Mivel a szervezetnek még nem volt vezetője, a Független Munkáspárt jelöltjét, Ramsay MacDonaldot választották meg a szervezet főtitkárnak. MacDonaldnak nehéz dolga volt, hogy egyben tartsa a sok mindenben különböző véleményeket hangoztató "frakciókat" az LRC-ben. Az 1900-as általános választások, amelyeket "khaki választásoknak" is neveznek, túl hamar jöttek ahhoz, hogy az új párt hatékonyan kampányoljon, ezt mutatja az is, hogy a választásra költött pénzük mindössze 33 font sterling volt (ez ma 3333 fontnak felelne meg). Csak 15 jelöltet tudtak támogattak, de kettő közülük sikeresen bejutott a Képviselőházba, ezek Keir Hardie és Richard Bell képviselők voltak.
Az LRC támogatottságát fokozta az 1901-es Taff Vale-ügy, a sztrájkolók és egy vasúttársaság közötti vita, amely azzal ért véget, hogy a szakszervezetet a sztrájkért 23 000 font kártérítésre kötelezték. Az ítélet gyakorlatilag jogellenessé tette a sztrájkokat. Arthur Balfour konzervatív kormányának látszólagos beleegyezése az ipari és üzleti érdekek első sorban lévő szolgálásába (ez hagyományosan a Liberális Párt "szokása" volt) fokozta az LRC támogatottságát egy olyan kormány ellen, amely látszólag nem törődött a proletariátussal és annak problémáival.
Az 1906-os általános választásokon az LRC 29 mandátumot szerzett – ezt egy titkos, 1903-ban kötött egyezmény segítette, Ramsay MacDonald és Herbert Gladstone liberális vezetők között, amelynek célja az volt, hogy elkerüljék az ellenzéki szavazat megosztását a munkáspárti és a liberális jelöltek között a konzervatívok tisztségéből való eltávolítása érdekében (Taktikai szavazás)
A választások utáni első ülésükön a képviselőcsoport küldöttei úgy döntöttek, hogy 1906. február 15-én felveszik a "Munkáspárt" nevet. Keir Hardie-t, aki vezető szerepet vállalt a párt létrehozásában, megválasztották a Parlamenti Munkáspárt elnökének (ez a frakcióvezető brit megfelelője). A pártnak első éveiben a Független Munkáspárt (ILP) biztosította aktivista bázisának nagy részét, mivel a pártnak 1918-ig nem volt egyéni tagsága, hanem a hozzákapcsolt testületek konglomerátumaként működött. A Fabian Társaság biztosította a párt "szellemi tőkéjét", így a propagandát, a beszédek megírásának nagy részét. 

### 1906–1923
1907-ben a párt megtartotta első évüket lezáró konferenciájukat Belfastban, abban a városban, amelyben Hardie 1905-ben William Walker választási ügynöke volt. Az 1913-as home rule válságának csúcspontján a párt az Ír Munkáspárt javára úgy döntött, hogy nem állít jelöltet Írországban, ezt a politikát a párt fenntartotta az 1921-es ír szakadás után is. Hardie a konferencián tett egy sokak számára váratlan kijelentést: kilép a pártból ha az továbbra sem lesz hajlandó a nők szavazati jogával kapcsolatos módosított "hivatalos pártirányzatot" eltörölni . Az első világháború idején a Munkáspárt gyakorlatilag "kettévált" a konfliktusba történő beszállás támogatói és ellenzői között, de ahogy a világégés menete haladt előre az időben, a háborúellenes frakció egyre több teret és támogatót nyert. Az 1918-as népképviselettel kapcsolatos törvény értelmében a parlament kiterjesztette a szavazati jogot minden nagykorú férfira (kivéve a büntetett előéletűeket és az elmeháborodottakat), mindezzel együtt a kettészakadt Liberális Párt katasztrofális mértékben szétmorzsolódott, szavazói bázisának nagy részét a Munkáspárt javára elveszítette. Az 1922-es választásokon a Munkáspárt második helyen végzett, először a története során 

### Az első munkáspárti kormány és az első fő ellenzéki időszak (1923–1929)
Bár az 1923-as választásokat a konzervatívok nyerték, többséget nem sikerült szerezniük az alsóházban, így Asquith liberálisainak beleegyezésével 1924 januárjában Ramsay MacDonald lett az első munkáspárti miniszterelnök, és megalakította az első munkáspárti kormányt, annak ellenére, hogy pártja csak 191 mandátummal rendelkezett a Képviselőházban. Főbb programpontjaik közé tartozott 500 000 önkormányzati bérlakás megépítése. Elfogadtak számos, az oktatásra, a munkanélküliségre, a társadalombiztosításra és a bérlők védelmére vonatkozó jogszabályokat is. Mivel azonban a kormánynak a liberálisok támogatására kellett támaszkodnia, képtelenek voltak radikálisabb törvényjavaslatokat beütemezni, így például a szénbányák államosítását.
A kormány tíz hónap után omlott össze, amikor a liberálisok megszavazták a Campbell-ügy bizottságának vizsgálatát, amelyet MacDonald bizalmi szavazásnak nyilvánított. Az ezt követő 1924-es általános választásokon négy nappal a szavazás napja előtt megjelent a hamisított Zinovjev-levél, amelyben Moszkva az Egyesült Királyságban a közeljövőben megtörténő kommunista forradalomról spekulált. Végül nem sok hatással bírt a szavazókra a levél tartalma, a liberális tábor összeomlott, a konzervatívok megerősödtek, MacDonaldék ellenzékbe kerültek.

### Második munkáspárti kormány (1929–1931)
Az 1929-es általános választásokon először a Munkáspárt lett a legnagyobb párt az alsóházban, 287 mandátummal és a szavazatok 37,1%-ával. Ramsay MacDonald azonban továbbra is a liberálisok támogatására szorult a kisebbségi kormány megalakításához. Ebben a kormányban Margaret Bondfieldet kinevezték Nagy-Britannia első női kabinetminiszterévé.  Megszavazták a munkanélküli segély emelését, a bérek és a szénipar feltételeinek javítását, valamint elfogadták a nyomornegyedek megtisztítására összpontosító lakástörvényt.
A kormány azonban válságba került az 1929-es Wall Street-i összeomlás és a nagy gazdasági világválság miatt, ami súlyosan érintette Nagy-Britanniát. A munkanélküliség megduplázódott, és a kormány nem tudott hatékony válaszokat adni a pénzügyi helyzet romlására. 1931-re a költségvetés kiegyensúlyozatlansága bizalmi válsághoz vezetett. A kabinet megosztott volt a költségvetés csökkentésének kérdésében, és több befolyásos képviselő nem támogatta a javasolt megszorításokat, mindez 1931. augusztus 24-én a kormány lemondásához vezetett.
V. György király arra ösztönözte MacDonaldot, hogy alakítson nemzeti kormányt a válság kezelésére, amelyben minden pártból voltak képviselők. A konzervatívok és a liberálisok támogatásával megalakult a nemzeti kormány, de a Munkáspárt aktivistái és szakszervezetei ellenezték ezt az együttműködést, és elárulva érezték magukat. A Munkáspárt új vezetője, Arthur Henderson vezette a pártot az 1931. októberi általános választásokon, amely katasztrofális vereséggel végződött, mindössze 52 mandátumot sikerült szerezniük. A nemzeti kormány, MacDonald vezetésével, a brit történelem legnagyobb választási győzelmét aratta.
A Munkáspárt nehezen tudta megvédeni korábbi kormányának rekordját, különösen a munkanélküliség megugrása és a költségvetési csökkentések miatt. A munkásosztály egyre inkább elvesztette bizalmát a pártban, és a katolikus egyház is egyre inkább ellenállt a Munkáspárt politikájának. Ez jelentős tényező volt a párt veszteségeiben.

### Ellenzékben (1931–1940)
Arthur Henderson, akit 1931-ben MacDonald utódjává választottak, elvesztette mandátumát az 1931-es általános választásokon. Ennek megfelelően az egyetlen volt munkáspárti kabinettag, aki megtartotta helyét, a pacifista George Lansbury lett a párt vezetője.
A párt 1932-ben újabb megosztottságot tapasztalt, amikor a Független Munkáspárt, amely néhány éve egyre inkább ellentétes volt a Munkáspárt vezetésével, úgy döntött, hogy elszakad a Munkáspárttól.
Lansbury lemondott vezetői posztjáról 1935-ben, külpolitikai nézetei miatt, posztját Clement Attlee vette át. Regnálásának első évei alatt a Munkáspárt új erőre kapott, az 1935-ös brit parlamenti választásokon 154 mandátumot tudhatott magának, a szavazatok 38%-val.
Válaszul a Harmadik Birodalom terjeszkedéseire, a harmincas évek végén a Munkáspárt fokozatosan felhagyott pacifista álláspontjával, és támogatni kezdte az újrafegyverkezést, melynek támogatói között voltak olyan jelen munkáspárti politikusok, mint Ernest Bevin vagy Hugh Dalton.

### Háborús koalíció (1940–1945)
Amikor Neville Chamberlain 1940 tavaszán lemondott a miniszterelnöki posztról, utódja, Winston Churchill és a Konzervatív Párt úgy határozott, hogy háborús egységkormányt hoz létre.  Attlee így az Egyesült Királyság miniszterelnök-helyettese, valamint lordpecsétőr lett.
Számos más prominens párttag is kabineti tisztséget tölthetett be: Ernest Bevin szakszervezeti vezető munkaügyi miniszterként irányította Nagy-Britannia háborús gazdaságát és a munkaerő elosztását, a veterán munkaügyi államférfi, Herbert Morrison belügyminiszter lett, Hugh Dalton gazdasági miniszter, Albert Victor Alexander pedig az admiralitás első lordja.

### Attlee-kormány (1945–1951)
Az európai háború végén, 1945 májusában a Munkáspárt elhatározta, hogy nem ismétli meg a liberálisok 1918-as hibáját, és szakszervezeti ragaszkodásra azonnal kivonul a kormányból, hogy az 1945-ös általános választásokon ellenezze Churchill konzervatívjait. Sok megfigyelőt meglepve a Labor legyőző győzelmet aratott, a szavazatok alig 50%-át szerezte meg 159 mandátum többségével.
Noha Clement Attlee maga sem volt nagy radikális, [idézés szükséges] Attlee kormánya a 20. század egyik legradikálisabb brit kormányának bizonyult, a keynesi gazdaságpolitikát hajtotta végre, és a fő iparágak és közművek, köztük a Bank of England, a szén államosítási politikáját vezette. a bányászat, az acélipar, a villamos energia, a gáz és a belvízi szállítás (beleértve a vasutat, a közúti árufuvarozást és a csatornákat). Kidolgozta és megvalósította William Beveridge közgazdász által kidolgozott "bölcsőtől a sírig" jóléti államot. A mai napig a legtöbb ember az Egyesült Királyságban látja Aneurin Bevan egészségügyi miniszter vezetésével a brit Nemzeti Egészségügyi Szolgálat (NHS) 1948-as létrehozását, amely mindenki számára államilag finanszírozott orvosi kezelést biztosított. Attlee kormánya is megkezdte a Brit Birodalom lebontásának folyamatát, amikor 1947-ben függetlenséget biztosított Indiának és Pakisztánnak, majd Burma (Mianmar) és Ceylon (Sri Lanka) követte a következő évben. Egy 1947 januárjában tartott titkos találkozón Attlee és hat kabinetminiszter, köztük Ernest Bevin külügyminiszter úgy döntött, hogy folytatja a brit nukleáris fegyverkezési program kidolgozását, szemben a Munkáspárton belüli nagy elem pacifista és atomellenes álláspontjával.
A Munkáspárt megnyerte az 1950-es általános választásokat, de az öt mandátumot jelentősen csökkentette. Nem sokkal később a védekezés megosztó kérdéssé vált a párton belül, különösen a védelmi kiadások (amelyek a koreai háború idején 1951-ben érték el a GDP 14%-os csúcsát), az államháztartás megfeszítése és máshol való megtakarítás. A pénzügyminiszter, Hugh Gaitskell díjat vezetett be az NHS műfogsoráért és szemüvegéért, aminek következtében Bevan Harold Wilsonnal (a Kereskedelmi Tanács akkori elnökével) együtt lemondott az NHS által biztosított ingyenes bánásmód elvének felhígulása miatt. létrehozták.
Az 1951-es általános választásokon a Labor alig vesztette el Churchill konzervatívjait, annak ellenére, hogy a népszavazat nagyobb részét kapta – ez a valaha volt legmagasabb szavazat. Az 1945–51-es munkáspárti kormány által bevezetett változtatások többségét a konzervatívok elfogadták, és a hetvenes évek végéig tartó „háború utáni konszenzus” részévé váltak. A háború óta továbbra is érvényben lévő élelmiszer- és ruházati normákat azonban gyorsan enyhítették, majd 1953-tól elhagyták.

### A háború utáni konszenzus (1951–1964)
Az 1951-es vereség után a párt 13 évet töltött ellenzékben. Ez idő alatt ideológiai megosztottság alakult ki a párton belül, a baloldali Aneurin Bevan követői (bevaniták) és a jobboldali Hugh Gaitskell hívei (gaitskelliták) között. Közben a háború utáni gazdasági fellendülés és az Attlee-kormány reformjainak társadalmi hatásai miatt a közvélemény nagyjából elégedett volt az akkori konzervatív kormányokkal. Az idősödő Attlee 1955-ben indult utoljára a parlamenti választásokon, ahol a Munkáspárt veszített, és nem sokkal később visszavonult.
Utódja, Hugh Gaitskell, egységesebbnek tűnő pártot vezetett, sokan várták, hogy megnyeri az 1959-es általános választásokat, de ez nem sikerült. A párton belüli harcok újraéledtek, különösen a nukleáris leszerelés, Nagy-Britannia Európai Gazdasági Közösségbe (EGK) való belépése, és a Munkáspárt alkotmányának IV. záradéka körüli kérdésekben. Ez utóbbi a munkások államosítás iránti elkötelezettségét jelentette, amit Gaitskell meg akart szüntetni. Ezek a viták még évtizedekig megosztották a pártot.
Gaitskell 1963-ban hirtelen meghalt, ez lehetővé tette Harold Wilson számára, hogy átvegye a párt vezetését.

### Wilson-kormány (1964–1970)
A gazdasági visszaesés és az 1960-as évek elején történt botrányok (köztük a leghíresebb, a Profumo-ügy) 1963-ra meggyengítették a konzervatív kormányt. Az 1964-es általános választásokon a Munkáspárt Harold Wilson vezetésével 4 fős többséggel tért vissza a kormányzásba, majd az 1966-os választásokon ezt a többséget 96 főre növelte.
Wilson kormánya, Roy Jenkins belügyminiszter vezetésével, számos fontos társadalmi és oktatási reformot hajtott végre. Ezek közé tartozott a halálbüntetés eltörlése 1964-ben, az abortusz és a homoszexualitás legalizálása (kezdetben csak 21 éves vagy annál idősebb férfiak esetében) Angliában és Walesben 1967-ben, valamint a színházi cenzúra megszüntetése 1968-ban.
Wilson első miniszterelnöki időszaka alatt viszonylag alacsony volt a munkanélküliség és gazdasági fellendülés volt tapasztalható. Ezt azonban hátráltatták az előző kormánytól örökölt, jelentős kereskedelmi hiányból adódó problémák. A kormány első három évét azzal töltötte, hogy megpróbálták megakadályozni a font leértékelődését, de ez végül sikertelen volt. A Munkáspárt végül elveszítette az 1970-es általános választásokat az Edward Heath vezette Torykkal szemben.

### 1970–1974
Az 1970-es általános választások elvesztése után a Munkáspárt ismét ellenzékbe került, de Harold Wilson maradt a párt vezetője. Heath kormánya hamarosan nehézségekbe ütközött az északír konfliktus miatt. Az 1970-es évek mind a konzervatívok, mind a Munkáspárt számára emberpróbáló időszaknak bizonyultak, főleg az 1973-as olajválság okozta magas infláció és globális recesszió szította feszültségeknek köszönhetően.
A Munkáspárt néhány nappal az 1974-es februári általános választások után ismét hatalomra került, és az Ulster Unionisták támogatásával kisebbségi kormányt alakított. A konzervatívok  habár több szavazatot kaptak, kevesebb mandátumot szereztek, így számukra kizárt volt a kormányalakítás lehetősége. Ez volt az első általános választás 1924 óta, amelyen, a szinte dualista pártrendszer mindkét fő szembenálló fele a szavazatok kevesebb mint 40%-át kapta, és az első a hat egymást követő általános választás közül, amelyeken a Munkáspárt nem érte el a szavazatok 40%-át. A többség megszerzése érdekében hamarosan kiírták a második választást 1974 októberére, amelyen a Munkáspárt, még mindig Wilson vezetésével győzelmet aratott, és 319 mandátummal, mindössze 18 fős szűk többséggel folytathatta munkáját.

### Kormányon (1974–1979)
A súlyos gazdasági problémák megoldására megvalósították az Edward Heath 1972 óta szorgalmazott tervét, népszavazást tartottak az EGK-ba való csaatlakozásról,, amelyet a lakosság kétharmada támogatott.
Wilson személyes népszerűsége továbbra is magas maradt, de 1976-ban egészségügyi okokra hivatkozva váratlanul lemondott miniszterelnöki posztjáról, helyét James Callaghan vette át.

### James Callaghan, egy munkáspárti miniszterelnök (1976–1979)
A nacionalista pártok előretörésétől való félelem, különösen Skóciában, elnyomta a skót hivatal közgazdásza, Gavin McCrone jelentését, amely azt sugallta, hogy egy független Skócia "tartósan többletben lesz". 1977-re az időközi választások során elszenvedett veszteségek és a szakadár Skót Munkáspárt legyőzése miatt Callaghan kisebbségi kormány élén állt, kénytelen volt kisebb pártokkal üzleteket kötni a kormányzás érdekében. Az egyezmény, amelyet 1977-ben tárgyalt David Steel liberális vezetővel, Lib-Lab paktumként ismert, egy év után véget ért. Az ügyleteket aztán különböző kis pártokkal kötötték, köztük a Skót Nemzeti Párttal (SNP) és a walesi nacionalistával, Plaid Cymruval, meghosszabbítva a kormány életét.
A nacionalista pártok viszont a kormány támogatása fejében decentralizációt követeltek saját alkotó országaik számára. Amikor 1979 márciusában népszavazásokat tartottak a skót és a walesi decentralizációról, a walesi decentralizációs népszavazáson nagy többségű szavazás volt ellene, míg a skót népszavazás szűk többséget adott vissza, anélkül, hogy a szükséges cséplést elért volna.
Amikor a munkáspárti kormány szabályszerűen megtagadta a javasolt skót közgyűlés felállítását, a Skót nemzeti Párt visszavonta a kormány támogatását: ez végül lehozta a kormányt, mivel a konzervatívok bizalmi szavazást váltottak ki Callaghan kormányában, amelyet egyetlen szavazat veszített el 1979. március 28-án, ami általános választást tesz szükségessé.
1978-ra a gazdaság a fellendülés jeleit kezdte mutatni, az infláció egy számjegyűre csökkent, a munkanélküliség csökkent, és az életszínvonal emelkedni kezdett az év során. A munkásság közvélemény-kutatási besorolása is javult, a legtöbben a pártot mutatják az élen. Callaghan széles körben várható volt, hogy 1978 őszén általános választásokat ír ki, hogy kihasználja a javuló helyzetet. Ebben az esetben úgy döntött, kockáztatni akar, hogy a bérkorlátozási politika további egy évvel történő meghosszabbítása lehetővé teszi a gazdaság jobb állapotát az 1979-es választásokhoz. Ez azonban népszerűtlennek bizonyult a szakszervezetek körében, és 1978–79 telén széles körű sztrájkok voltak a teherautó-sofőrök, a vasúti dolgozók, az autómunkások, valamint az önkormányzati és kórházi dolgozók között a magasabb fizetésemelés mellett, ami jelentős zavart okozott a mindennapi életben . Ezeket az eseményeket az "Elégedetlenség télének" nevezték el.
Ezek az ipari viták a Margaret Thatcher által vezetett konzervatívokat a szavazások élére állították, ami a munkásság vereségéhez vezetett az 1979-es általános választásokon. A Munkáspárt szavazata megmaradt a választásokon, a párt majdnem ugyanannyi szavazatot kapott, mint 1974-ben. A Konzervatív Párt azonban jelentősen megnövelte a támogatást Midlandsben és Dél-Angliában, és részesült a részvétel és a szavazatok megugrásából is elvesztették a liberálisok.

### Ellenzék és belső konfliktus (1979-1994)
Az 1979-es általános választásokon elszenvedett veresége után a Munkáspárt belső rivalizáláson ment keresztül a Tony Benn által képviselt baloldal és a Denis Healey által képviselt jobboldal között. Michael Foot vezetővé választása 1980-ban, és az általa támogatott baloldali politika, mint például az egyoldalú nukleáris leszerelés, az Európai Gazdasági Közösség és a NATO elhagyása, a kormányzat nagyobb befolyása a bankrendszerben, a nemzeti minimálbér megalkotása és a a rókavadászat 1981-ben a Munkáspárt jobboldalának négy korábbi miniszteréhez (Shirley Williams, Bill Rodgers, Roy Jenkins és David Owen) vezetett, akik megalakították a szociáldemokrata pártot. Bennt csak szűk körben győzte le Healey a keservesen vívott vezető helyettesi választásokon 1981-ben, miután bevezette a választói kollégiumot, amelynek célja a szavazói franchise szélesítése volt a vezető és helyettese megválasztására. 1982-re az Országos Végrehajtó Bizottság arra a következtetésre jutott, hogy a belépő militáns hajlamos csoport megsérti a párt alkotmányát. A Militant újság öttagú szerkesztőbizottságát 1983. február 22-én kizárták [hivatkozás szükséges]
A Munkáspárt súlyos vereséget szenvedett az 1983-as általános választásokon, a szavazatok mindössze 27,6%-át szerezték meg, ami 1918 óta a legalacsonyabb részesedés, és mindössze félmillió szavazattal kapott többet, mint az SDP-Liberális Szövetség, amelyet Michael Foot vezetője "szifonozásért" elítélt. A munkásság támogatása és a konzervatívok képessé tétele a parlamenti mandátumok többségének jelentős növelésére. A választási párt kiáltványát a kritikusok "a történelem leghosszabb öngyilkossági jegyzetének" nevezték.
Foot lemondott, és Neil Kinnock váltotta fel vezetőként, helyettese pedig Roy Hattersley. Az új vezetés fokozatosan megszüntette a népszerűtlen politikát. Az 1984–85-ös bányászok sztrájkja a szénbányák bezárása miatt, amely megosztotta a NUM-ot és a Munkáspártot, valamint a Wapping-vita összecsapásokhoz vezetett a párt baloldalával, és a sajtó nagy részében negatív tudósítást eredményezett. Az úgynevezett ostoba baloldali bulvárszentelés továbbra is a parlamenti pártot asszociálta a "parlamenten kívüli" fegyveresek helyi kormányzati tevékenységéből. [idézet szükséges]
A leszbikusok, melegek, biszexuálisok és transzneműek (LMBT) és a munkáscsoportok, valamint a Munkáspárt között létrejött szövetségek, amelyek, mint például leszbikusok és melegek támogatják a bányászokat, szintén fontos fordulópontnak bizonyultak az LMBT előrehaladásában kérdéseket az Egyesült Királyságban. Az 1985-ös Bournemouth-i Munkáspárt konferenciáján először fogadták el azt a határozatot, amely kötelezi a pártot, hogy támogassa az LMBT-egyenlőséghez fűződő jogokat.
A Munkáspárt 1987-ben javította teljesítményét, 20 mandátumot szerzett, és így a konzervatív többséget 143-ról 102-re csökkentette. Most határozottan újra megalakultak Nagy-Britannia második politikai pártjaként, mivel a Szövetség ismét nem tudott áttörést elérni a mandátumokkal. Az SDP és a liberálisok egyesülésével létrejött a liberális demokraták. Az 1987-es választásokat követően az Országos Végrehajtó Bizottság fegyelmi eljárást folytatott a pártban maradt Militant tagjai ellen, ami aktivistáik és a csoportot támogató két képviselő további kiutasítását eredményezte. Az 1980-as években a párt radikálisan szocialista tagjait gyakran "ostoba baloldalnak" nevezték, különösen a nyomtatott sajtóban. A nyomtatott sajtó az 1980-as években is elkezdte használni a pejoratív "kemény baloldalt" olykor olyan trockista csoportok leírására, mint a militáns hajlam, a szocialista szervező és a szocialista akció. 1988-ban Kinnockot kihívta Tony Benn a pártvezetésért. A százalékok alapján 183 parlamenti képviselő támogatta a Kinnockot, míg Benn 37-et támogatott. Egyértelmű többséggel Kinnock továbbra is a Munkáspárt vezetője maradt.
1990 novemberében egy vitatott vezetői választást követően Margaret Thatcher lemondott a Konzervatív Párt vezetőjéről, és John Major követte vezetőként és miniszterelnökként. A közvélemény-kutatások többsége Thatcher lemondása előtt több mint egy éve azt mutatta, hogy a Labor kényelmesen megelőzi a torykat, a toryi támogatás csökkenése pedig nagyrészt a népszerűtlen szavazási adó bevezetéséért volt felelős, azzal a ténnyel együtt, hogy a gazdaság recesszióba süllyedt. idő. A tory kormány vezetőváltása fordulatot hozott a toryk támogatásában, akik 1991-ben rendszeresen vezetik a közvélemény-kutatásokat, bár a Munkáspárt többször is visszanyerte vezető szerepét.
A közvélemény-kutatásokban a "jojó" 1992-ben is folytatódott, bár 1990 novembere után a Munkáspárt vezetése a szavazásokban ritkán volt elegendő a többség számára. Az őrnagy ellenállt Kinnock ellen 1991-ben általános választásokat szorgalmaz. Kinnock az "Eljött a változás ideje" témában kampányolt, és arra buzdította a választókat, hogy több mint egy évtizedes töretlen konzervatív uralom után válasszanak új kormányt. Mindazonáltal maguk a konzervatívok cseréltek vezetőt Thatcherből majorba, és felváltották a közösségi díjat. Kezdettől fogva egyértelműen jól fogadott változás volt, hiszen a Labour 14 pontos előnyét az 1990 novemberi "Poll of Polls"-ban egy hónappal később egy 8%-os tory vezetés váltotta fel. [idézet szükséges]
Az 1992-es általános választások széles körben döntöttek arról, hogy a felakasztott parlamentet vagy a szűk munkástöbbséget eredményezték, de ebben az esetben a konzervatívokat visszakapták a hatalomra, bár a 21-es többség jelentősen csökkent. A megnövekedett mandátumok és szavazatok ellenére még mindig hihetetlenül kiábrándító eredmény volt a Munkáspárt támogatói számára. Több mint 30 év után először volt komoly kétség a nyilvánosság és a média között, hogy a Munkáspárt visszatérhet-e a kormányhoz.
Kinnock ekkor lemondott vezetői posztjáról, és John Smith lett az utódja. Ismét kirobbant a csata a párt bal oldali régi gárdája és a "modernizátorok" között. Az öreg gárda azzal érvelt, hogy a tendenciák azt mutatták, hogy Smith erős vezetése alatt visszanyerik erejüket. Eközben a szakadár SDP egyesült a Liberális Párttal. Úgy tűnt, hogy az új liberális demokraták komoly veszélyt jelentenek a munkásbázisra. Tony Blair (az árnyék belügyminisztere) más elképzeléssel rendelkezett a hagyományos munkáspolitikától. Blair, a "modernizáló" frakció vezetője azzal érvelt, hogy meg kell fordítani a hosszú távú tendenciákat, azzal érvelve, hogy a párt túlságosan bezárkózott egy bázisba, amely zsugorodik, mivel a munkásosztályon, a szakszervezeteken alapult. , valamint a támogatott tanácslakások lakóiról. Blair azzal érvelt, hogy a gyorsan növekvő középosztályt, valamint az ambiciózusabb munkáscsaládokat nagyrészt figyelmen kívül hagyták. Blair elmondta, hogy középosztályba kívánnak lépni, és elfogadták a konzervatív érvelést, miszerint a hagyományos munkáspárt bizonyos mértékig visszatartja az ambiciózus embereket a magasabb adópolitikával. Ahhoz, hogy új arcot és új politikát mutasson be a választóknak, az Új Munkáspártnak többre volt szüksége, mint friss vezetőkre; elavult politikákat kellett kibírnia, érveltek a modernizátorok. Az első lépés procedurális volt, de lényeges. Blair (Smith némi segítségével) a szlogenre hivatkozva: "Egy képviselő, egy szavazat" legyőzte a szakszervezeti elemet, és véget vetett a szakszervezetek vezetőinek blokk szavazásnak. Blair és a modernizátorok a párt céljainak radikális kiigazítására szólítottak fel a "IV. Záradék", az ipar államosítása iránti történelmi elkötelezettség hatályon kívül helyezésével. Ezt 1995-ben sikerült elérni.
Az 1992. szeptemberi fekete szerda rontotta a konzervatív kormány gazdasági kompetenciájának hírnevét, és az év végére a munkásság kényelmesen vezetett a torykkal szemben a közvélemény-kutatások során. Bár a recesszió 1993 áprilisában véget ért, és az erős és tartós gazdasági növekedés időszaka következett, a munkanélküliség viszonylag gyors csökkenésével párosulva, a közvélemény-kutatásokban továbbra is erős volt a munkáspárti vezetés. Smith azonban 1994 májusában meghalt szívrohamban. 2021-től ő az utolsó munkáspárti vezető, aki nem vett részt az általános választásokon (kivéve a megbízott vezetőket és a hivatalban lévőket, akiknek megbízatása jelenleg is tart).

### Új Munkáspárt (1994–2010)
Tony Blair tovább mozgatta a pártot a középpontba, és az 1995-ös minikonferencián elhagyta a nagyrészt szimbolikus negyedik záradékot, hogy növelje a párt "közép-angliai" vonzerejét. A projekt azonban több, mint egyszerű újratervezés, a harmadik út stratégiájára támaszkodna, amelyet Anthony Giddens brit szociológus gondolatai támasztanak alá.
Az Új Munkáspárt először a Munkáspárt alternatív márkanevének nevezték, amely a Munkáspárt által 1994-ben először használt konferenciaszlogenből származik, amelyet később a párt 1996-ban közzétett kiáltványtervezetében láttak, New Labour, New Life For Britannia. Folytatása volt annak a trendnek, amely Neil Kinnock vezetésével kezdődött. Az új munkásságnak, mint névnek nincs hivatalos státusza, de továbbra is általánosan használatos, hogy megkülönböztesse a modernizátorokat a hagyományosabb pozíciókat betöltőktől, általában "régi munkásként".
Az Új Munkáspárt az eszmék és eszmék pártja, de nem az elavult ideológia. Ami számít, az működik. A célok radikálisak. Az eszközök modernek lesznek.
A Munkáspárt elsöprő győzelmet aratott az 1997-es általános választásokon, 179 parlamenti többséggel; ez volt a valaha volt legnagyobb munkáspárti többség, és abban az időben a legnagyobb lendület egy politikai párthoz, amelyet 1945 óta elértek. A következő évtizedben számos progresszív társadalmi reformot hajtottak végre, és milliókat emeltek ki a szegénységből a munka idején különböző adó- és juttatási reformok eredményeként.
Blair kormányának korai intézkedései között szerepelt a nemzeti minimálbér megállapítása, a hatalom Skóciára, Walesre és Észak-Írországra való átruházása, a bankrendszer szabályozásának jelentős megváltoztatása, valamint egy városra kiterjedő kormányzati testület újbóli létrehozása London számára. , a Nagy-londoni Hatóság, saját megválasztott polgármesterével. Kombinálva a konzervatív ellenzékkel, amely még nem szervezkedett hatékonyan William Hague alatt, és Blair folyamatos népszerűségével, a Labor a 2001-es választást hasonló többséggel nyerte meg, amelyet a média "csendes földcsuszamlásnak" nevezett. 2003-ban a Munkáspénz bevezette az adójóváírást, a kormányzati kiegészítést az alacsony bérű munkavállalók fizetéséhez. Érezhető fordulópont volt az, amikor Blair ellentmondásosan szövetkezett George W. Bush amerikai elnökkel az iraki háború támogatása miatt, ami miatt elvesztette politikai támogatásának nagy részét. Az ENSZ főtitkára sokak között törvénytelennek és az ENSZ Alapokmányának megsértésének tartotta a háborút. Az iraki háború a legtöbb nyugati országban mélyen népszerűtlen volt, a nyugati kormányok megosztottak a támogatásukban és a világszerte népszerű tiltakozások nyomására. Az iraki háborúhoz vezető döntéseket és az azt követő magatartást Sir John Chilcot iraki vizsgálata tárgyalta (közismert nevén "Chilcot-jelentés").
A 2005-ös általános választásokon a Munkáspártot újraválasztották egy harmadik ciklusra, de csökkentett 66-os többséggel és 35,2%-os népszavazással, ami a brit történelemben a többségi kormány legalacsonyabb százaléka. A választások során Alastair Campbell vitatott plakátjait, ahol Michael Howard ellenzéki vezetőt és Oliver Letwin árnyék-kancellárt, akik mindketten zsidók, repülő disznóként ábrázolták, antiszemitának ítélték. A plakátok az „amikor disznók repülnek” kifejezésre utaltak, arra utalva, hogy a tory választási ígéretei irreálisak. Válaszul Campbell elmondta, hogy a plakátok nem "semmiféle formában vagy formában" nem antiszemita jellegűek voltak.
Blair 2006 szeptemberében bejelentette, hogy egy éven belül lemond vezetői posztjáról, bár 2007 májusa előtt kénytelen volt kilépni annak érdekében, hogy új vezetőt állítson a májusi választások előtt, amelyek várhatóan katasztrofálisak lesznek a munkásság számára. Ebben az esetben a párt a 2007-es választásokon valóban elvesztette hatalmát Skóciában a Skót Nemzeti Párt kisebbségi kormányától, és röviddel ezután Blair lemondott miniszterelnöki tisztségéről, helyére kancellárja, Gordon Brown lépett. Bár a párt ezt követően rövid időre emelkedett a közvélemény-kutatásokban, népszerűsége hamarosan Michael Foot kora óta a legalacsonyabb szintre zuhant. 2008 májusában a Munkáspárt súlyos vereségeket szenvedett a londoni polgármester-választásokon, a helyhatósági választásokon, valamint a veszteséget a Crewe és Nantwich időközi választásokon. sokan Brown vezető szerepét emlegetik kulcsfontosságú tényezőként. A párt tagsága is mélypontot ért el, 2009 végére 156 205-re csökkent: az 1997-ben elért 405 000 csúcs több mint 40 százaléka a párt alapítása óta a legalacsonyabb.
A pénzügyek komoly problémát jelentettek a Munkáspártnak. Ez alatt az időszak alatt; a "készpénz a nemességért" botrány Blair alatt számos jelentős adományforrás kiszáradását eredményezte. A párttagság csökkenése, részben az aktivisták Neil Kinnock és Blair reformjainak a politikai döntéshozatalra gyakorolt befolyásának csökkenése miatt, szintén hozzájárult a pénzügyi problémákhoz. [hivatkozás szükséges] 2008 januárja és márciusa között a Munkáspárt valamivel több mint 3 millió font adományt kapott, és 17 millió font adóssága volt, szemben a konzervatívok 6 millió font adományával és 12 millió font adósságával. Ezek az adósságok végül 24,5 millió fontra emelkedtek, és végül 2015-ben teljes egészében törlesztésre kerültek.
A 2010. május 6-i általános választásokon a Munkáspárt a szavazatok 29,0%-ával szerezte meg a második legtöbb mandátumot (258). A konzervatívok a szavazatok 36,5%-ával szerezték meg a legtöbb mandátumot (307), de egyetlen párt sem rendelkezett össztöbbséggel, ami azt jelenti, hogy a Munkáspárt továbbra is hatalmon maradhat, ha legalább egy kisebb párttal sikerül koalíciót kötniük. A Munkáspártnak azonban több más kisebb párttal kellett volna koalíciót kötnie az össztöbbség megszerzése érdekében; minden kevesebb kisebbségi kormányzatot eredményezne. 2010. május 10-én, miután megszakadtak a tárgyalások a koalíció létrehozásáról a Liberális Demokratákkal, Brown bejelentette, hogy le akar állni a Munkáspárti Konferencia előtt, de egy nappal később lemondott miniszterelnöki és pártvezetői tisztségéről.

### Újra ellenzék, és belső konfliktusok (2010-től napjainkig)
Harriet Harman lett az ellenzék vezetője és a Munkáspárt megbízott vezetője, miután Gordon Brown 2010. május 11-én lemondott, Ed Miliband később megnyert vezetőválasztásáig. Miliband a "felelős kapitalizmust" és a nagyobb állami beavatkozást hangsúlyozta, hogy megváltoztassa a gazdaság egyensúlyát a pénzügyi szolgáltatásoktól. A saját érdekek kezelése és a zárt körök megnyitása a brit társadalomban olyan témák voltak, amelyekhez többször visszatért. Miliband emellett a bankok és az energetikai vállalatok nagyobb szabályozása mellett érvelt. 2012-ben elfogadta az "Egy Nemzet Munkája" márkanevet. A Parlamenti Munkáspárt megszavazta az árnyék-kabinetválasztások 2011-es eltörlését, amelyet az Országos Végrehajtó Bizottság és a Pártkonferencia ratifikált. Ezentúl a párt vezetője az Árnyék-kabinet tagjait választotta.
A párt teljesítménye kitartott a 2012-es önkormányzati választásokon, a Munkáspárt megerősítette pozícióját Észak- és Közép-Angliában, miközben Dél-Angliában is visszanyert némi teret. Walesben a párt nagy sikereket ért el, és visszanyerte az irányítást a legtöbb 2008-ban elvesztett walesi tanács, köztük Cardiff felett. Skóciában a Labour átfogó irányítást gyakorolt Glasgow városi tanácsa felett, annak ellenére, hogy az előrejelzések ellentétesek voltak, és +3,26 előnyt is élvezett Skóciában. A londoni eredmények vegyesek voltak, mivel Ken Livingstone elvesztette a londoni polgármester-választást, de a párt megszerezte eddigi legmagasabb képviseletét a Nagy-londoni Hatóságban a párhuzamos közgyűlési választásokon.
A 2014. március 1-jén tartott különleges konferencián a párt megreformálta a belső munkásválasztási eljárásokat, beleértve az új vezetők kiválasztására vonatkozó választási kollégiumi rendszer „egy tag, egy szavazat” rendszerrel való felváltását, Ray korábbi főtitkárának felülvizsgálata alapján. Collins a tömeges tagságot ösztönözné, ha lehetővé tenné a "regisztrált támogatók" alacsony költségű, valamint teljes jogú tagságát. A szakszervezetek tagjainak is kifejezetten "be kell jelentkezniük", nem pedig "lemondaniuk" a munkadolgozóknak fizetendő politikai illeték fizetéséről.
A párt a konzervatívokat a 2014-es európai parlamenti választásokon előzte meg, és 20 mandátumot szerzett a konzervatívok 19 mandátumával szemben. A brit függetlenségi párt azonban 24 mandátumot szerzett. A Labor is 324 tanácsost nyert a május 22-én, ugyanazon a napon megtartott 2014-es helyhatósági választásokon. 2014 szeptemberében Ed Balls árnyék-kancellár felvázolta terveit a kormány folyó fizetési mérleg hiányának csökkentésére, és a párt ezeket a terveket a 2015-ös általános választásokra is átvitte. Míg a konzervatívok minden kormányzati kiadás, beleértve a beruházásokat is, többletért kampányoltak 2018–2019-ig, a Munkáspárt kijelentette, hogy 2020-ig kiegyensúlyozza a költségvetést a beruházások nélkül. A 2015-ös általános választások váratlanul nettó mandátumvesztést eredményeztek, a munkáspárti képviselet pedig csökkent 232 mandátumra az alsóházban. A párt Skóciában a 41 skót mandátumából 40-et elveszített, rekordok miatt a Skót Nemzeti Párttól. Bár a Munkáspárt több mint 20 mandátumot szerzett Angliában és Walesben, többnyire a liberális demokratáktól, de a Konzervatív Párttól is, több mandátumot vesztett a konzervatívoktól, köztük Ed Balls Morley-ban és Outwoodban, összességében a nettó veszteségek miatt.
A 2015-ös általános választások után Miliband lemondott pártvezetői tisztségéről, Harriet Harman pedig ismét megbízott vezetővé vált. A Munkáspárt vezetőségi választást tartott, amelyen Jeremy Corbyn, akkor a szocialista kampánycsoport tagja, a verseny kezdetén szélső reménységnek számított, és mindössze 36 képviselő jelöltet kapott, ami eggyel több, mint a felvételhez szükséges, és támogatják 16 képviselő. Mindazonáltal profitált a Miliband alatt bevezetett nagy számú új tagból, valamint új kapcsolt és regisztrált támogatókból. A szavazatok 60%-ával választották meg vezetőnek, és a tagság száma tovább emelkedett Corbyn vezetésének megkezdése után.
Hamarosan feszültség alakult ki a parlamenti pártban Corbyn vezetése miatt. Az EU-tagságról szóló népszavazást követően az árnyék-kabinet több mint két tucat tagja lemondott 2016. június végén, és a bizalmatlansági szavazást 172 képviselő támogatta 40 ellen, Corbyn mellett. 2016 júliusában vezetői választást írtak ki, mivel Angela Eagle kihívást indított Corbyn ellen. Hamarosan csatlakozott hozzá a rivális kihívó, Owen Smith is, aki arra késztette Eagle-t, hogy vonuljon vissza annak biztosítása érdekében, hogy csak egy kihívó legyen a szavazólapon. 2016 szeptemberében Corbyn megtartotta a párt vezetését a szavazatok megnövekedett részesedésével. A verseny végére a Munkáspárt tagjainak száma meghaladta az 500 ezer főt, ezzel Nyugat-Európa legnagyobb politikai pártja lett a tagság tekintetében.
Az Európai Unió 2017. évi törvényjavaslatának támogatásáról szóló elhatározás (értesítés a kilépésről), legalább három árnyék-kabinetminiszter, akik mindannyian az EU-ban maradás mellett szavazó választókerületeket képviselik, lemondtak pozíciójukról, mivel a párt úgy döntött, hogy a törvényjavaslat alapján hivatkozik az 50. cikkre. . A 229 munkáspárti képviselő közül 47 szavazott a törvényjavaslat ellen (dacolva a párt háromsoros ostorával). Szokatlan módon a lázadó frontembereket nem kellett azonnal elbocsátani. A New Statesman szerint a Munkáspárt megközelítőleg 7000 tagja is lemondott tiltakozásul a párt álláspontja miatt, amit vezető munkaügyi források is megerősítettek.
Theresa May miniszterelnök 2017 áprilisában előrehozott választást írt ki 2017. júniusra. A Munkáspárt kampány olyan szociális kérdésekre összpontosított, mint az egészségügy, az oktatás és a megszorítások megszüntetése. Bár a Munkáspárt 20 ponttal lemaradva indította el a kampányt, ellenszegült a várakozásoknak a szavazatok 40%-ának megszerzésével, ami 2001 óta a legnagyobb részesedése. A párt nettó 30 mandátumot ért el, és elérte a 262 parlamenti képviselőt, és 9,6%-os kilengéssel 1945 óta egyetlen általános választáson a legnagyobb százalékpontos szavazati aránynövekedést ért el. Közvetlenül a választási pártot követően 35 ezer fővel nőtt a tagság. Ez részben annak tulajdonítható, hogy népszerűvé vált a 2017-es kiáltványa, amely ígéretet tett a tandíj eltörlésére, a közszféra fizetésének kezelésére, a lakhatás megfizethetőbbé tételére, a megszorítások megszüntetésére, a vasút államosítására és az iskolai diákok ingyenes ebédjére.
A 2017-es általános választásokat követően a párt belső nyomással szembesült, hogy Brexit-politikáját elmozdítsa a lágy Brexitről, és a második népszavazás irányába mozduljon el. Válaszul Corbyn a Munkáspárt 2018-as konferenciáján kijelentette, hogy nem támogatja a második népszavazást, de betartja a konferencia tagjainak döntését. A pártkonferencia úgy döntött, hogy támogatja a Brexit-megállapodást, amelyet vagy a konzervatívok megtárgyaltak, és megfelelnek bizonyos feltételeknek, vagy a munkáspárt tárgyal a kormányban. A konferencia egyetértett abban, hogy minden eszközzel megállítja az elfogadhatatlan Brexit-megállapodást, beleértve egy újabb népszavazást, amely végső megoldásként az EU-ban maradás lehetőségét is tartalmazza. Egy héttel azután, hogy 2019 februárjában hét munkáspárti képviselő elhagyta a pártot, hogy megalapítsa a Független Képviselőcsoportot, részben a Labour Brexit-álláspontja miatt tiltakozva, a Munkáspárt vezetése kijelentette, hogy támogatni fog egy újabb népszavazást "végső megoldásként annak érdekében, hogy megakadályozzák a káros toryi Brexit kényszerítését az országban ". A TIG később Change UK névre keresztelt, és a 2019-es általános választásokon minden hibás képviselő vereséget szenvedett, és elvesztette helyét.
2016-tól a Munkáspártot kritizálják, amiért nem foglalkozik az antiszemitizmussal. Corbyn személyesen is kritizálta a kritikát. A Chakrabarti-vizsgálat "mérgező légkörre" talált példákat, de felmentette a széles körben elterjedt antiszemitizmus pártját. A jelentés megállapításait megkérdőjelezték, mivel Shami Chakrabarti tudta, hogy peeget kap, és azonnal csatlakozott Corbyn árnyék kabinetjéhez. Számos kiemelt ügyben Ken Livingstone, Peter Willsman és Chris Williamson vettek részt, akik mindegyikük kilépett a pártból, vagy felfüggesztették a kérdés miatt. 2018-ban a párt megosztottá vált az IHRA antiszemitizmus működő definíciójának elfogadása miatt, ami 68 zsidó közösség rabbiját kritizálta a vezetést azért, mert „azt állítják, tudják, mi jó a közösségünknek”. A kérdésre számos képviselő hivatkozott, akik elhagyták a pártot, hogy létrehozzák a Change UK-t. Később Louise Ellman is hagyta a kérdést. A 2019-es általános választások során Ephraim Mirvis főrabbi példátlan módon beavatkozott a politikába, és kijelentette, hogy az antiszemitizmus, "[a] felülről szankcionált új méreg gyökeret vert a Munkáspártban". Észrevételeit a canterburyi érsek, Justin Welby támogatta. Korábban, 2019-ben a független esélyegyenlőségi felügyelet, az Esélyegyenlőségi és Emberi Jogi Bizottság vizsgálatot indított azzal kapcsolatban, hogy a Munkáspárt „jogellenesen diszkriminált-e, zaklatott-e vagy áldozatul ejtett-e embereket azért, mert zsidók”, a Zsidó Munkásmozgalom és a Kampány Ellene. Antiszemitizmus. 2020-ban az EHRC megállapítja, hogy a Munkáspárt megsértette a törvényt "politikai beavatkozással az antiszemitizmusra irányuló panaszokba", "nem nyújtott megfelelő képzést az antiszemita panaszokat kezelőknek" és "zaklatásnak, beleértve az Semita trópusok, és azt sugallják, hogy az antiszemitizmusra vonatkozó panaszok hamisak vagy kenetek ”.
A 2019-es Munkáspárti Kiáltvány olyan politikákat tartalmazott, amelyek célja az egészségügy finanszírozásának növelése, a Brexit-megállapodás megtárgyalása és a népszavazás megtartása, amely választást kínál a megállapodás és a megmaradás között, a minimálbér emelése, a korhatár-nyugdíjkorhatár megállítása, a kulcsfontosságú iparágak államosítása és az egyetemes hitel felváltása. . A „hat nagy” energiacég, a National Grid, a vízipar, a Royal Mail, a vasút és a BT szélessávú ágazatának államosítására irányuló tervek miatt a 2019-es kiáltványt széles körben a legradikálisabbnak tartották az elmúlt évtizedekben. 
A Munkáspárt súlyos vereségét követően a 2019-es általános választásokon Jeremy Corbyn bejelentette, hogy leáll a Munkáspárt vezetőjeként. Starmer bejelentette jelöltségét az ezt követő 2020. január 4-i vezetőválasztáson. 2020. április 4-én megnyerte a vezetői versenyt, az első fordulóban a szavazatok 56,2%-ával legyőzte riválisát, Rebecca Long-Bailey-t és Lisa Nandyt, és ezért az ellenzék vezetője is lett. Elfogadó beszédében azt mondta, tartózkodik a „pártpolitikai pontok gyűjtésétől”, és azt tervezi, hogy „konstruktívan együttműködik a kormánnyal”, miután a COVID-19 világjárvány közepette ellenzéki vezető lett. Másnap kinevezte árnyék-kabinetjét, amelyben Ed Miliband volt vezető, valamint a vezetői versenyen legyőzött mindkét jelölt is szerepelt. Anneliese Doddsot is kinevezte a pénzügyminiszter árnyékkancellárjává, ezzel ő volt az első nő, aki miniszteri vagy árnyékminiszteri poszton töltötte be ezt a pozíciót.
Az áprilisi világjárvány lezárása során Starmer figyelmeztetett, hogy a kormányt "fenyegeti a veszély, hogy lassú lesz a kilépési stratégiájában", és felszólított "ütemtervre a korlátozások feloldására a gazdaság bizonyos ágazataiban". De a különböző kritikák ellenére azt mondta, hogy "a kormány igyekszik helyesen cselekedni. És ebben támogatni fogjuk őket".
2020. június 25-én Starmer menesztette árnyékképzési titkárát, Rebecca Long-Bailey-t, miután nem volt hajlandó törölni egy tweetet, amelyben Maxine Peake színésznőt "abszolút gyémántnak" nevezte, és megosztott egy interjút az Independentben, amelyben Peake megismételt egy antiszemita összeesküvés-elméletet az izraeliekkel kapcsolatban. rendőrség és George Floyd halála. Starmer azt mondta, hogy "a bizalom helyreállítása a zsidó közösséggel az első számú prioritás". Június 27-én Kate Greenre cserélte.
Miután az Esélyegyenlőségi és Emberi Jogi Bizottság a Munkáspártot bűnösnek találta az egyenlőségi törvény három megsértésében, Corbyn elítélte az antiszemitizmust, de azt állította, hogy a problémát „ellenfeleink ... [és] a média jelentős része” drámaian túlbecsülte. Corbynt felfüggesztették a pártból, mielőtt visszahelyezte a NEC albizottsága. Starmer úgy döntött, hogy három hónapra visszatartja a munkáskorbácsot Corbyntól, a vizsgálatig.
2021 júliusának közepén a párt nemzeti végrehajtó bizottsága megszavazta négy szélsőbaloldali frakció betiltását, beleértve az Ellenállást, a Munka a Boszorkányüldözéssel, a Munkaügyi Száműzetési Hálózatot és a Szocialista Fellebbezést azzal az indokkal, hogy "ezek a szervezetek nem egyeztethetők össze a Munkaügyi Szabályokkal vagy a céljait és értékeit. " Ezek a frakciók szimpatizáltak Jeremy Corbyn volt vezetővel, és azzal vádolták őket, hogy akadályozzák a párton belüli antiszemitizmus elleni küzdelmet. A bizottság azt is kimondta, hogy ezekhez a frakciókhoz tartozás a munkából való kizárás alapja; hogy a jövőbeni panaszokat független jogászokból álló, független fellebbezési szervnek jelentő vizsgálóbizottság fogja kezelni; és hogy minden leendő munkásjelöltet a zsidó munkásmozgalom képezni fog az antiszemitizmus kezelésében. Míg a Zsidó Munkás Mozgalom üdvözölte a bejelentést, a tilalmakat a Momentum és az Unite the Union elítélte, mert állítólag kiűzték a baloldali elemeket és súlyosbították a párton belüli belső feszültséget.

## A párt Brexittel kapcsolatos politikája
A Brexit kérdései a Munkáspártot egyre inkább megosztották. Többen 2019 elejétől szorgalmazzák, hogy Jeremy Corbyn pártelnök változtasson a Brexittel kapcsolatos stratégiáján, és kezdjen inkább kampányolni egy második, a brit uniós tagságról szóló népszavazás megrendezése érdekében.
2019. február 18-án reggel a Munkáspárt hét parlamenti képviselője – Chuka Umunna, Luciana Berger, Chris Leslie, Angela Smith, Mike Gapes, Gavin Shuker és Ann Coffey – sajtótájékoztatón jelentette be, hogy otthagyja a pártot. A kilépők az ellen tiltakoznak, ahogy Jeremy Corbyn pártelnök kezeli az ország Európai Unióból való kilépésének kérdését, és – véleményük szerint – antiszemitává vált a Munkáspárt.
A hét kilépő képviselő bejelentette, hogy független képviselők lesznek a parlamentben. A Munkáspártnak eddig 256 képviselője volt a törvényhozás alsóházában.
Sajtóértesülések szerint Jeremy Corbin eddig azt a stratégiát követte, hogy a Munkáspárt „napirenden tartja” egy második referendum lehetőségét arra az esetre, ha Theresa May miniszterelnök nem lenne képes az Európai Unióval olyan megállapodást kötni, amely elnyerheti a parlament jóváhagyását. Corbyn első helyen új választások kiírását akarja elérni, ugyanakkor arra is felszólította Theresa May miniszterelnököt, hogy legyen rugalmasabb, és az Európai Unióval való állandó vámunió elképzelését.
A Munkáspártnak a 2019. decemberi választáson elszenvedett veresége után 2020. április 4-én megtartott pártvezető-választáson Keir Starmer lett Jeremy Corbyn utódja, miután a végül egyetlen fordulóján 490.000 párttag szavazata közül nagy fölénnyel nyert, miután 275.480 szavazatot és 56%-ot szerzett. Ugyanakkor legnagyobb riválisa, a "corbynisták" jelöltje, a fiatal manchesteri Rebecca Long-Bailey csupán 27%-ot és 135.215 tag bizalmát szerezte meg.
Jeremy Corbynről 2020 október 30.-án az Esélyegyenlőségi és Emberi Jogi Bizottság (EHRC) megállapította, hogy az antiszemitizmus kezelésében megsértette az egyenlőségről szóló törvényt. Emiatt felfüggesztették párttagságát és az alsóházi frakcióból is kizárták.
| Választás     | Szavazatok | Voksok % | Elnyert képviselői helyek | +/- | a párt státusza        |
| ------------- | ---------- | -------- | ------------------------- | --- | ---------------------- |
| 1900          | 62,698     | 1,2%     | 2 / 670                   | ÚJ  | ellenzék               |
| 1906          | 321,663    | 5,7%     | 29 / 670                  | 27  | ellenzék               |
| 1910 január   | 505,657    | 7,6%     | 40 / 670                  | 11  | ellenzék               |
| 1910 december | 371,802    | 7,1%     | 42 / 670                  | 2   | ellenzék               |
| 1918          | 2,245,777  | 21,5%    | 57 / 707                  | 5   | ellenzék               |
| 1922          | 4,076,665  | 29,7%    | 142 / 615                 | 8   | ellenzék               |
| 1923          | 4,267,831  | 30,7%    | 191 / 625                 | 49  | kisebbségi kormánypárt |
| 1924          | 5,281,626  | 33,3%    | 151 / 615                 | 40  | ellenzék               |
| 1929          | 8,048,968  | 37,1%    | 287 / 615                 | 136 | kisebbségi kormánypárt |
| 1931          | 6,339,306  | 30,8%    | 52 / 615                  | 235 | ellenzék               |
| 1935          | 7,984,988  | 38.0%    | 154 / 615                 | 102 | ellenzék               |
| 1945          | 11,967,746 | 47,7%    | 393 / 640                 | 239 | kormánypárt            |
| 1950          | 13,266,176 | 46,1%    | 315 / 625                 | 78  | kormánypárt            |
| 1951          | 13,948,883 | 48,8%    | 295 / 625                 | 20  | ellenzék               |
| 1955          | 12,405,254 | 46,4%    | 277 / 630                 | 18  | ellenzék               |
| 1959          | 12,216,172 | 43,8%    | 258 / 630                 | 19  | ellenzék               |
| 1964          | 12,205,808 | 44,1%    | 317 / 670                 | 59  | kormánypárt            |
| 1966          | 13,096,629 | 48,0%    | 364 / 630                 | 47  | kormánypárt            |
| 1970          | 12,208,758 | 43,1%    | 288 / 630                 | 76  | ellenzék               |
| 1974 február  | 11,645,616 | 37,2%    | 301 / 635                 | 13  | kisebbségi kormánypárt |
| 1974 október  | 11,457,079 | 39,2%    | 319 / 635                 | 18  | kormánypárt            |
| 1979          | 11,532,218 | 36,9%    | 269 / 635                 | 50  | ellenzék               |
| 1983          | 8,456,934  | 27,6%    | 209 / 650                 | 60  | ellenzék               |
| 1987          | 10,029,807 | 30,8%    | 229 / 650                 | 20  | ellenzék               |
| 1992          | 11,560,484 | 34,4%    | 271 / 651                 | 42  | ellenzék               |
| 1997          | 13,518,167 | 43,1%    | 419 / 659                 | 148 | kormánypárt            |
| 2001          | 10,724,953 | 40,7%    | 416 / 659                 | 3   | kormánypárt            |
| 2005          | 9,562,122  | 35,3%    | 356 / 646                 | 60  | kormánypárt            |
| 2010          | 8,601,441  | 29,1%    | 258 / 650                 | 98  | ellenzék               |
| 2015          | 9,339,818  | 30,5%    | 232 / 650                 | 26  | ellenzék               |
| 2017          | 12,874,985 | 40,0%    | 262 / 650                 | 30  | ellenzék               |
| 2019          | 10,269,076 | 32,2%    | 202 / 650                 | 60  | ellenzék               |
| 2024          | 9,686,329  | 33,7%    | 411 / 650                 | 209 | kormánypárt            |